# Запорожье (Пологовский район)
Запорожье (укр. Запоріжжя) — село, Молочанская городская община, Пологовский район, Запорожская область, Украина.
Код КОАТУУ — 2325282803. Население по переписи 2001 года составляло 1073 человека.

## Географическое положение
Село Запорожье находится в 4-х км от правого берега реки Курошаны,
в 3,5 км от сёл Весёлое и Украинка.

## История
- 1930 год — дата основания.

## Экономика
- «Геолан-Арго» ОАО.

## Объекты социальной сферы
- Школа.
- Дом культуры.